# 임실 진구사지 석등
임실 진구사지 석등(任實 珍丘寺址 石燈)은 대한민국 전북특별자치도 임실군 신평면 용암리 진구사 터에 있는 석등이다. 1963년 1월 21일 대한민국의 보물 제267호로 지정되었다.

## 개요
한국의 석등으로는 가장 큰 것의 하나이며 상륜부는 없어졌다. 8각의 지대석 위에 놓인 하대는 2매석으로 되었으며 8각하대의 각 측면에는 가늘고 길쭉한 안상(眼象)을 새기고 상하에는 굽을 둘렀다. 이 위에 올려진 연화대석 위에는 연화문이 새겨져 있으며 8판씩 조각하였는데 그 끝에는 큼직한 귀꽃을 달아 장식하였다. 간주석은 원주형으로 중앙에는 북모양으로 배가 부른 양각대가 있고 상·하단의 주위에는 복엽8판의 양 복면을 대칭이 되도록 조각하였다. 상대석에는 낮고 높은 2단의 원형괴임이 조출(彫出)되고 측면에는 단엽 8판의 암연이 새겨져있다. 화사석(火舍石)은 8면에 모두 장방형의 화창을 내었다. 옥개석은 하면에 3단의 낮은 괴임을 각출하였고 추녀의 낙수홈도 각이 낮다. 전각 끝에는 삼선형의 큼직한 귀꽃을 세워놓았고 웅장하면서도 경쾌한 모습을 보이고 있다. 낙수면의 각 합각은 뚜렷하며 상부에 복연을 놓아 상륜부를 받도록 하였다. 옥개석 정상에는 8각의 노반과 암화석만이 남아 있으나 원래는 보개(寶蓋)와 보주(寶珠) 등 여러 가지 상륜부재가 있었을 것이다. 이 석등은 조각된 문양이 섬세하고 다양하며 전체적으로 조화를 이루고 있다.

## 현지 안내문

### 국문 설명
임실 진구사지 석등
任實 珍丘寺址 石燈
보물 제267호
임실 진구사지 석등은 통일신라시대인 8~9세기에 제작된 것으로 높이는 5.18m이다. 1992년부터 2001년까지 진행한 발굴 조사에서 ‘진구사’ 명문(銘文, 쇠붙이나 돌 또는 그릇 따위에 새겨 넣은 글) 기와가 출토되자 이전 명칭인 용암리사지 석등을 진구사지 석등으로 바꾸었다.
진구사는 7세기경 고구려계 적멸(寂滅)과 의융(義融)이 창건한 이래 통일신라시대에는 열반종 사찰이었다가 고려시대에는 조계종 사찰에서 천태종 사찰로 바뀌었고, 조선 전기인 태종 7년(1407년)에는 88개의 자복사(資福寺, 국가의 복을 기원하는 절) 중 하나로 지정되었다.
석등의 팔각 받침대에는 연꽃무늬와 구름무늬, 안상(眼象, 눈의 모양. 또는 눈처럼 생긴 모양)을 새기고, 그 위에 올린 연화대석(蓮花臺石, 돌로 만든 연꽃 문양의 조명 시설)에는 팔각으로 연화문을 새겼다. 석등의 끝에는 큼직한 귀꽃(석등이나 돌탑 따위의 귀마루 끝에 새긴 꽃 모양의 장식)을 달아 장식하였다. 석등은 북 모양의 간주석(竿柱石, 석등의 기둥)을 사이에 두고 상대석의 앙련(仰蓮, 연꽃이 위로 향한 것처럼 그린 모양. 또는 그런 무늬)과 대칭을 이루고 있다. 또한 화사석(火舍石, 등불을 밝히도록 된 석등의 중간 부분) 위로 옥개석(屋蓋石, 석탑이나 석등 따위의 위에 지붕처럼 덮는 돌)을 두었으며, 옥개석 추녀 끝에 큼직한 귀꽃을 세웠다. 석등은 전체적으로 웅장하면서도 경쾌한 모습이 섬세한 문양과 어우러져 조화를 이루고 있다.

### 영문 설명
This stone lantern is presumed to have been made between the 8th and 9th centuries. It is one of the largest stone lanterns in Korea, measuring 5.18 m in height.
Though its top part is partially missing, this stone lantern remains in its complete original form and is decorated with various exquisite patterns.
Initially, it was unknown which temple had been located at this site. However, through a series of excavations conducted from 1992 to 2001, roof tiles with the inscription of the temple’s name “Jingusa” were found from this site.
Jingusa Temple was founded in the 7th century and continued to influence the surrounding area for several hundred years. In 1407, it was designated by the royal court as one of the 88 regional temples for praying for the good of the country.

## 참고 자료
- 임실 진구사지 석등 - 국가유산청 국가유산포털
- 이 문서에는 다음커뮤니케이션(현 카카오)에서 GFDL 또는 CC-SA 라이선스로 배포한 글로벌 세계대백과사전의 내용을 기초로 작성된 글이 포함되어 있습니다.